# Le Tronchet (Ille-et-Vilaine)
Le Tronchet é uma comuna francesa na região administrativa da Bretanha, no departamento Ille-et-Vilaine. Estende-se por uma área de 11,36 km². Em 2010 a comuna tinha 1 176 habitantes (densidade: 103,5 hab./km²).